# Система футбольних ліг Білорусі

Система футбольних ліг Білорусі складається з чотирьох рівнів і управляється Білоруською федерацією футболу, а також місцевими федераціями.

## Структура

### Рівень 1:Вища ліга
Вища Ліга — вищий рівень у білоруській системі футбольних ліг. 16 професійних команд змагаються за титул Чемпіона Білорусі з футболу по круговій системі. Команда, що посідає місце, покидає Вищу Лігу, зайнявши своє місце в Першій Лізі країни на наступний рік. 

### Рівень 2:Перша ліга
Перша Ліга — другий рівень в білоруській системі футбольних ліг. 16 професійних команд змагаються за право участі у Вищій Лізі з футболу по круговій системі. Всього команди проводять по 2 кола — 30 турів. Команда, що посіла 1-е місце, переходить безпосередньо у Вищу Лігу. Команди, що посіли 15-е і 16-е місця, вилітають у Другу Лігу.

### Рівень 3:Друга ліга
Друга Ліга — третій рівень в білоруській системі футбольних ліг. Має статус напівпрофесійної ліги, оскільки в ній беруть участь кілька аматорських команд і фарм-клубів. Кількість учасників кожен сезон змінюється. Команди змагаються за право участі в Першій Лізі з футболу по круговій системі. Всього команди проводять по 2 кола. 

### Рівень 4 і нижче: Чемпіонати регіонів
Четвертий рівень в системі ліг білоруського футболу складають чемпіонати областей та міста Мінська. Ліги носять виключно аматорський статус. Команди, що посіли 1-3 місця в своїй лізі, можуть подати заявку до Федерації футболу на перехід у Другу Лігу. У деяких випадках чемпіонати регіонів також мають свій поділ по лігам.

## Система футбольних ліг
| '                              | Ліга/Дивізіони               | Ліга/Дивізіони                | Ліга/Дивізіони               | Ліга/Дивізіони                 | Ліга/Дивізіони             | Ліга/Дивізіони       | Ліга/Дивізіони       |
| ------------------------------ | ---------------------------- | ----------------------------- | ---------------------------- | ------------------------------ | -------------------------- | -------------------- | -------------------- |
| 1                              | Вища ліга 16 клубів          | Вища ліга 16 клубів           | Вища ліга 16 клубів          | Вища ліга 16 клубів            | Вища ліга 16 клубів        | Вища ліга 16 клубів  | Вища ліга 16 клубів  |
| 2                              | Перша ліга 16 клубів         | Перша ліга 16 клубів          | Перша ліга 16 клубів         | Перша ліга 16 клубів           | Перша ліга 16 клубів       | Перша ліга 16 клубів | Перша ліга 16 клубів |
| 3                              | Друга ліга                   | Друга ліга                    | Друга ліга                   | Друга ліга                     | Друга ліга                 | Друга ліга           | Друга ліга           |
| 4                              |                              |                               |                              |                                |                            |                      |                      |
| Чемпіонат Гродненської області | Чемпіонат Вітебської області | Чемпіонат Гомельської області | Чемпіонат Брестської області | Чемпіонат Могилівської області | Чемпіонат Мінської області | Чемпіонат Мінська    |                      |